# Thủy điện Đăk Mi 3
Thủy điện Đăk Mi 3 là công trình thủy điện xây dựng trên sông Đắk Mi tại vùng đất xã Phước Chánh huyện Phước Sơn tỉnh Quảng Nam, Việt Nam
.
Thủy điện Đăk Mi 3 có tổng công suất lắp máy 63 MW với 2 tổ máy, sản lượng điện hàng năm 211,9 triệu KWh, khởi công xây dựng tháng 4/2014, hoàn thành tháng 08/2017.. Đây là bậc thang thứ 3 trong 4 bậc thang thủy điện trên sông Đắk Mi 

## Đăk Mi
Đăk Mi là dòng lớn nhất trong số dòng ở thượng nguồn hợp thành sông Vu Gia thuộc hệ thống sông Vu Gia - Thu Bồn ở tỉnh Quảng Nam.